# 214

## Родени
- 9 септември – Аврелиан, римски император